# Kloster Chéry
Das Kloster Chéry (Chéhéry, Caherium) ist eine ehemalige Zisterzienserabtei in der Gemeinde Chatel-Chéhéry im Arrondissement Vouziers im Département Ardennes, Region Grand Est, in Frankreich. Es liegt rund 30 km südöstlich von Vouziers im Tal der Aire am Rand des Argonner Walds.

## Geschichte
Das Kloster wurde im Jahr 1147 (nach Angabe vor Ort schon 1144) von Kloster La Chalade gegründet und gehörte damit der Filiation der Primarabtei Clairvaux an. 1750 wurde es von dem Architekten Nicolas Joseph neu errichtet. 1791 wurde es in der französischen Revolution aufgelöst.

## Bauten und Anlage
Das bestehende zweistöckige Gebäude aus Ziegel- und Haustein mit einem ausgeprägten Mittelrisalit ist ein Beispiel für die elegante Bauweise des 18. Jahrhunderts. Die Wirtschaftsgebäude mit Stallungen bilden zwei Seitenflügel.